# Балка Бутова (притока Айдару)
Балка Бутова (рос. Яр Бутов; б. Бутова) — балка (річка) в Україні у Старобільському районі Луганської області. Ліва притока річки Айдару (басейн Азовського моря).

## Опис
Довжина балки приблизно 18,68 км, найкоротша відстань між витоком і гирлом — 17,12 км, коефіцієнт звивистості річки — 1,09. Формується декількома балками та загатами. На деяких ділянках балка пересихає.

## Розташування
Бере початок на південно-західній стороні від села Вишневе. Тече переважно на південний захід через село Бутове і на північно-західній околиці села Половинкине впадає в річку Айдар, ліву притоку Сіверського Дінця.

## Цікаві факти
- У пригирловій частині у селі Половинкине балку перетинає автошлях Н21[5] (автомобільний шлях національного значення на території України, Старобільськ — Луганськ — Хрустальний — Макіївка — Донецьк. Проходить територією Луганської та Донецької областей.).
- У минулому столітті на балці існували артезіанські свердловини та водокачки[3].